# Pyl
Pyl (russisk: Пыль) er en russisk spillefilm fra 2005 af Sergej Loban.

## Medvirkende
- Aleksej Podolskij — Aleksej
- Pjotr Mamonov — Pusjkar
- Gleb Mikhajlov
- Oleg Novikov — Oleg
- Nina Jelisova